# Atletika na Letních olympijských hrách 2012
Atletické disciplíny na Letních olympijských hrách 2012 probíhaly od 3. do 12. srpna na olympijském stadiónu a v okolí ulice Mall v Londýně. Na programu bylo celkově 47 disciplín (24 mužských a 23 ženských), kterých se mělo zúčastnit celkově 2231 atletů, z toho 1160 mužů a 1071 žen.

## Kvalifikace
Na olympijských hrách mohli startovat závodníci, kteří splnili kvalifikační podmínky a dosáhli v průběhu roku 2012 minimální věkové hranice:
- 16 let pro většinu disciplín
- 18 let pro mužské vrhačské disciplíny, desetiboj, běh na 10 000 m a chůzi na 20 km
- 20 let pro maratonský běh a chůzi na 50 km

### Kvalifikační podmínky
Národní olympijský výbor může do jedné disciplíny nominovat maximálně 3 reprezentanty, kteří v daném kvalifikačním období splnili „A-limit“ vypsaný Mezinárodní asociací atletických federací (IAAF). Pokud žádný reprezentant dané země v kvalifikačním období „A-limit“ nesplnil, může národní olympijský výbor dané země do disciplíny nominovat 1 zástupce, který splnil „B-limit“ IAAF.
Pokud žádný sportovec dané země nesplní „A-limit“ ani „B-limit“ v žádné z disciplín, může národní olympijský výbor nominovat 1 reprezentanta a 1 reprezentantku do kterékoli disciplíny, vyjma běhu na 10 000 metrů, běhu na 3 000 metrů překážek a vícebojů. Pokud například limit splní pouze mužský reprezentant, může země přesto nominovat reprezentantku bez splněného kvalifikačního limitu podle uvedených pravidel a naopak. Start těchto závodníků ale musí schválit IAAF, a to na základě žádosti podané do 15. června 2012 a doložené výkonnosti.
Tabulka limitů schválená na zasedání IAAF v Tegu 11. a 12. dubna 2011:
| Disciplína            | A-limit muži | B-limit muži | A-limit ženy | B-limit ženy |
| --------------------- | ------------ | ------------ | ------------ | ------------ |
| 100 m                 | 10,18        | 10,24        | 11,29        | 11,38        |
| 200 m                 | 20,55        | 20,65        | 23,10        | 23,30        |
| 400 m                 | 45,25        | 45,70        | 51,50        | 52,30        |
| 800 m                 | 1:45,60      | 1:46,30      | 1:59,90      | 2:01,30      |
| 1 500 m               | 3:35,50      | 3:38,00      | 4:06,00      | 4:08,90      |
| 5 000 m               | 13:20,00     | 13:27,00     | 15:15,00     | 15:25,00     |
| 10 000 m              | 27:45,00     | 28:05,00     | 31:45,00     | 32:10,00     |
| 110 m př. / 100 m př. | 13,52        | 13,60        | 12,96        | 13,15        |
| 400 m př.             | 49,50        | 49,80        | 55,40        | 56,55        |
| 3 000 m př.           | 8:23,10      | 8:32,00      | 9:43,00      | 9:48,00      |
| Skok vysoký           | 2,31 m       | 2,28 m       | 1,95 m       | 1,92 m       |
| Skok o tyči           | 5,72 m       | 5,60 m       | 4,50 m       | 4,40 m       |
| Skok daleký           | 8,20 m       | 8,10 m       | 6,75 m       | 6,65 m       |
| Trojskok              | 17,20 m      | 16,85 m      | 14,30 m      | 14,10 m      |
| Vrh koulí             | 20,50 m      | 20,00 m      | 18,35 m      | 17,30 m      |
| Hod diskem            | 65,00 m      | 63,00 m      | 62,00 m      | 59,50 m      |
| Hod kladivem          | 78,00 m      | 74,00 m      | 71,50 m      | 69,00 m      |
| Hod oštěpem           | 82,00 m      | 79,50 m      | 61,50 m      | 59,00 m      |
| Desetiboj / sedmiboj  | 8 200 b.     | 7 950 b.     | 6 150 b.     | 5 950 b.     |
| 20 km chůze           | 1:22:30      | 1:24:30      | 1:33:30      | 1:38:00      |
| 50 km chůze           | 3:59:00      | 4:09:00      |              |              |
| Maraton               | 2:15:00      | 2:18:00      | 2:37:00      | 2:43:00      |

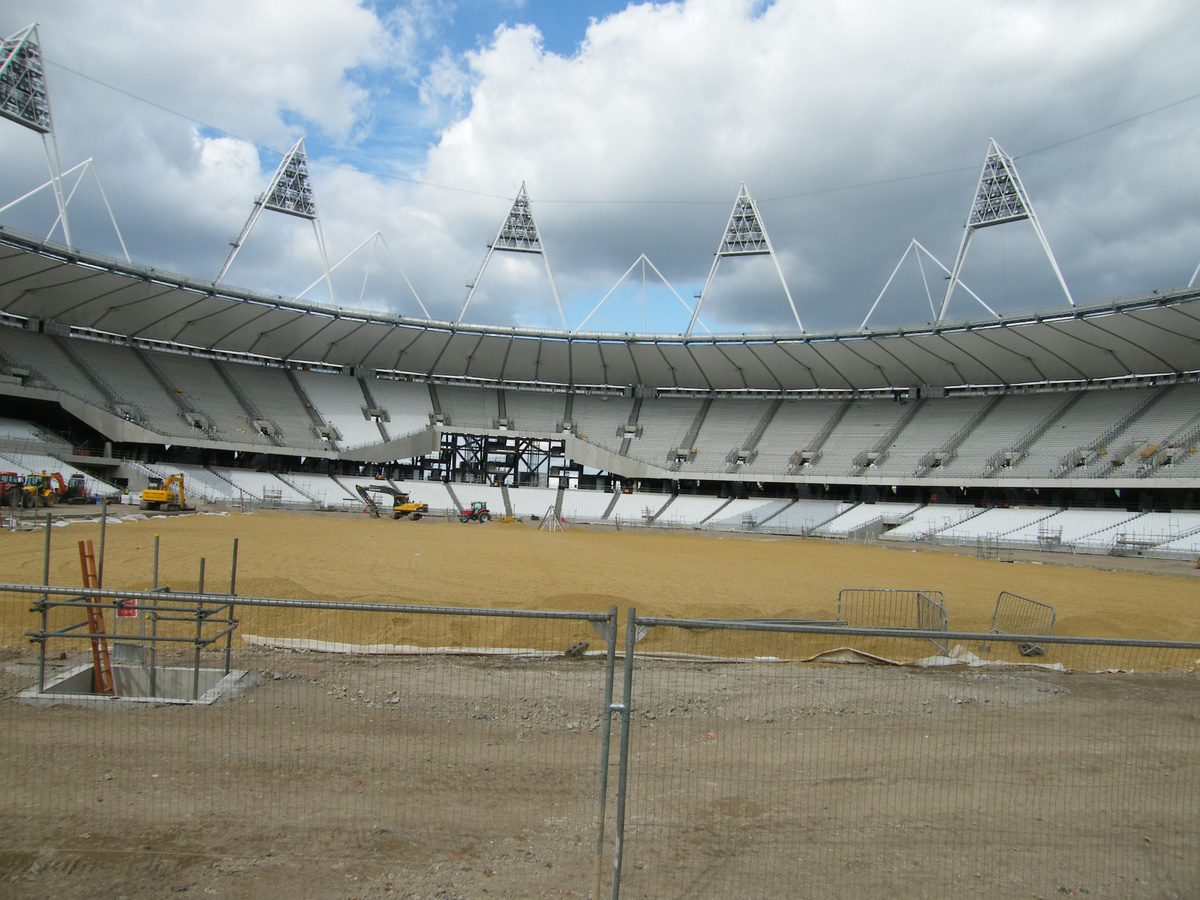
Olympijský stadion (2010)

Ve štafetách (vypsány 2 mužské a 2 ženské) může startovat maximálně 16 družstev. Žebříček zemí je vytvořen z průměru dvou nejlepších výkonů štafety reprezentující daný stát, přičemž brány v potaz jsou pouze výsledky ze závodů, ve kterých nastoupí alespoň tři družstva z různých zemí. Do štafety může být nominováno až 6 závodníků (včetně 2 náhradníků).
Maratonci, kteří se umístí v první dvacítce na MS v atletice v roce 2011 (platí pro muže i ženy) a dále v první desítce maratónů kategorie IAAF Gold Label v průběhu kvalifikačního období, tímto umístěním bez ohledu na dosažený výkon splnili „A-limit.“
Nominace závodníků z jednotlivých zemí, kteří splňují uvedená kvalifikační kritéria (a případná dodatečná kritéria stanovená jednotlivými národními olympijskými výbory), musí být nahlášena organizačnímu výboru Her nejpozději do 9. července 2012.

### Plnění limitů
Závodníci mohli plnit výkonnostní limity v následujících obdobích:
- od 1. ledna 2011 do 2. července 2012 pro štafety.
- od 1. ledna 2011 do 8. července 2012 pro disciplíny Sportovní chůze, běh na 10 000 m a maratonský běh.
- od 1. května 2011 do 8. července 2012 pro všechny ostatní disciplíny.

Výkonnostní limity pro maratónský běh a závodní chůzi musel být splněny na jedné ze soutěží, které vyjmenovávají seznamy, jež jsou přílohou oficiálně publikovaných kvalifikačních podmínek.
Nebudou uznány výkony dosažené s nepovolenou podporou větru. Dále nebudou uznány ručně měřené časy pro disciplíny běh na 100 metrů, běh na 200 metrů, běh na 400 metrů, běh na 100/110 m překážek a pro štafetu 4×100 m. Běžecké výkony pro vzdálenosti 400 m a výše dosažené na drahách s abnormální (větší) délkou okruhu nebudou uznány. Povoleno je naopak splnění limitu v hale pro závody dlouhé alespoň 400 m a všechny neběžecké disciplíny.

## Program
| H | Rozběhy | Q | Kvalifikace | ½ | Semifinále | F | Finále |

| Datum →       | 3.8. | 3.8. | 4.8. | 4.8. | 4.8. | 5.8. | 5.8. | 5.8. | 6.8. | 6.8. | 7.8. | 7.8. | 8.8. | 8.8. | 8.8. | 9.8. | 9.8. | 10.8. | 10.8. | 11.8. | 11.8. | 12.8. | 12.8. |
| Disciplína ↓  | D    | V    | D    | D    | V    | D    | V    | V    | D    | V    | D    | V    | D    | V    | V    | D    | V    | D     | V     | D     | V     | D     | V     |
| ------------- | ---- | ---- | ---- | ---- | ---- | ---- | ---- | ---- | ---- | ---- | ---- | ---- | ---- | ---- | ---- | ---- | ---- | ----- | ----- | ----- | ----- | ----- | ----- |
| 100 m         |      |      | Q    | H    |      |      | ½    | F    |      |      |      |      |      |      |      |      |      |       |       |       |       |       |       |
| 200 m         |      |      |      |      |      |      |      |      |      |      | H    |      |      | ½    | ½    |      | F    |       |       |       |       |       |       |
| 400 m         |      |      | H    |      |      |      | ½    | ½    |      | F    |      |      |      |      |      |      |      |       |       |       |       |       |       |
| 800 m         |      |      |      |      |      |      |      |      | H    |      |      | ½    |      |      |      |      | F    |       |       |       |       |       |       |
| 1500 m        |      | H    |      |      |      |      | ½    | ½    |      |      |      | F    |      |      |      |      |      |       |       |       |       |       |       |
| 5000 m        |      |      |      |      |      |      |      |      |      |      |      |      | H    |      |      |      |      |       |       |       | F     |       |       |
| 10 000 m      |      |      |      |      | F    |      |      |      |      |      |      |      |      |      |      |      |      |       |       |       |       |       |       |
| Maraton       |      |      |      |      |      |      |      |      |      |      |      |      |      |      |      |      |      |       |       |       |       | F     |       |
| 110 m přek.   |      |      |      |      |      |      |      |      |      |      | H    |      |      | ½    | F    |      |      |       |       |       |       |       |       |
| 400 m přek.   | H    |      |      |      | ½    |      |      |      |      | F    |      |      |      |      |      |      |      |       |       |       |       |       |       |
| 3000 m přek.  | H    |      |      |      |      |      | F    | F    |      |      |      |      |      |      |      |      |      |       |       |       |       |       |       |
| 4 × 100 m     |      |      |      |      |      |      |      |      |      |      |      |      |      |      |      |      |      |       | H     |       | F     |       |       |
| 4 × 400 m     |      |      |      |      |      |      |      |      |      |      |      |      |      |      |      | H    |      |       | F     |       |       |       |       |
| 20 km chůze   |      |      |      |      | F    |      |      |      |      |      |      |      |      |      |      |      |      |       |       |       |       |       |       |
| 50 km chůze   |      |      |      |      |      |      |      |      |      |      |      |      |      |      |      |      |      |       |       | F     |       |       |       |
| Skok do výšky |      |      |      |      |      |      | Q    | Q    |      |      |      | F    |      |      |      |      |      |       |       |       |       |       |       |
| Skok o tyči   |      |      |      |      |      |      |      |      |      |      |      |      |      | Q    | Q    |      |      |       | F     |       |       |       |       |
| Skok daleký   |      | Q    |      |      | F    |      |      |      |      |      |      |      |      |      |      |      |      |       |       |       |       |       |       |
| Trojskok      |      |      |      |      |      |      |      |      |      |      | Q    |      |      |      |      |      | F    |       |       |       |       |       |       |
| Vrh koulí     | Q    | F    |      |      |      |      |      |      |      |      |      |      |      |      |      |      |      |       |       |       |       |       |       |
| Hod diskem    |      |      |      |      |      |      |      |      | Q    |      |      | F    |      |      |      |      |      |       |       |       |       |       |       |
| Hod kladivem  | Q    |      |      |      |      |      | F    | F    |      |      |      |      |      |      |      |      |      |       |       |       |       |       |       |
| Hod oštěpem   |      |      |      |      |      |      |      |      |      |      |      |      |      | Q    | Q    |      |      |       |       |       | F     |       |       |
| Desetiboj     |      |      |      |      |      |      |      |      |      |      |      |      | F    | F    | F    | F    | F    |       |       |       |       |       |       |

| Datum →       | 3.8. | 3.8. | 4.8. | 4.8. | 4.8. | 5.8. | 5.8. | 6.8. | 6.8. | 7.8. | 7.8. | 8.8. | 8.8. | 9.8. | 9.8. | 10.8. | 10.8. | 11.8. | 11.8. | 12.8. | 12.8. |
| Disciplína ↓  | D    | V    | D    | V    | V    | D    | V    | D    | V    | D    | V    | D    | V    | D    | V    | D     | V     | D     | V     | D     | V     |
| ------------- | ---- | ---- | ---- | ---- | ---- | ---- | ---- | ---- | ---- | ---- | ---- | ---- | ---- | ---- | ---- | ----- | ----- | ----- | ----- | ----- | ----- |
| 100 m         |      | H    |      | ½    | F    |      |      |      |      |      |      |      |      |      |      |       |       |       |       |       |       |
| 200 m         |      |      |      |      |      |      |      |      | H    |      | ½    |      | F    |      |      |       |       |       |       |       |       |
| 400 m         | H    |      |      | ½    | ½    |      | F    |      |      |      |      |      |      |      |      |       |       |       |       |       |       |
| 800 m         |      |      |      |      |      |      |      |      |      |      |      | H    |      |      | ½    |       |       |       | F     |       |       |
| 1500 m        |      |      |      |      |      |      |      | H    |      |      |      |      | ½    |      |      |       | F     |       |       |       |       |
| 5000 m        |      |      |      |      |      |      |      |      |      | H    |      |      |      |      |      |       | F     |       |       |       |       |
| 10 000 m      |      | F    |      |      |      |      |      |      |      |      |      |      |      |      |      |       |       |       |       |       |       |
| Maraton       |      |      |      |      |      | F    |      |      |      |      |      |      |      |      |      |       |       |       |       |       |       |
| 100 m přek.   |      |      |      |      |      |      |      | H    |      | ½    | F    |      |      |      |      |       |       |       |       |       |       |
| 400 m přek.   |      |      |      |      |      |      | H    |      | ½    |      |      |      | F    |      |      |       |       |       |       |       |       |
| 3000 m přek.  |      |      | H    |      |      |      |      |      | F    |      |      |      |      |      |      |       |       |       |       |       |       |
| 4 × 100 m     |      |      |      |      |      |      |      |      |      |      |      |      |      |      | H    |       | F     |       |       |       |       |
| 4 × 400 m     |      |      |      |      |      |      |      |      |      |      |      |      |      |      |      |       | H     |       | F     |       |       |
| 20 km chůze   |      |      |      |      |      |      |      |      |      |      |      |      |      |      |      |       |       |       | F     |       |       |
| –             |      |      |      |      |      |      |      |      |      |      |      |      |      |      |      |       |       |       |       |       |       |
| Skok do výšky |      |      |      |      |      |      |      |      |      |      |      |      |      | Q    |      |       |       |       | F     |       |       |
| Skok o tyči   |      |      |      | Q    | Q    |      |      |      | F    |      |      |      |      |      |      |       |       |       |       |       |       |
| Skok daleký   |      |      |      |      |      |      |      |      |      |      | Q    |      | F    |      |      |       |       |       |       |       |       |
| Trojskok      | Q    |      |      |      |      |      | F    |      |      |      |      |      |      |      |      |       |       |       |       |       |       |
| Vrh koulí     |      |      |      |      |      |      |      | Q    | F    |      |      |      |      |      |      |       |       |       |       |       |       |
| Hod diskem    |      | Q    |      | F    | F    |      |      |      |      |      |      |      |      |      |      |       |       |       |       |       |       |
| Hod kladivem  |      |      |      |      |      |      |      |      |      |      |      | Q    |      |      |      |       | F     |       |       |       |       |
| Hod oštěpem   |      |      |      |      |      |      |      |      |      | Q    |      |      |      |      | F    |       |       |       |       |       |       |
| Sedmiboj      | F    | F    | F    | F    | F    |      |      |      |      |      |      |      |      |      |      |       |       |       |       |       |       |

## Medailisté

### Muži
| Disciplína         | Zlato                                                                    | Stříbro | Bronz                                                                                    |
| ------------------ | ------------------------------------------------------------------------ | --- | ---------------------------------------------------------------------------------------- |
| 100 m              | Usain Bolt 9,63 s                                                        | Yohan Blake 9,75 s | Justin Gatlin 9,79 s                                                                     |
| 200 m              | Usain Bolt 19,32 s                                                       | Yohan Blake 19,44 s | Warren Weir 19,84 s                                                                      |
| 400 m              | Kirani James 43,94 s                                                     | Luguelín Santos 44,46 s | Lalonde Gordon 44,52 s                                                                   |
| 800 m              | David Lekuta Rudisha 1:40,91 (WR)                                        | Nijel Amos 1:41,73 (WJR) | Timothy Kitum 1:42,53                                                                    |
| 1500 m             | Taoufik Makhloufi 3:34,08                                                | Leonel Manzano 3:34,79 | Abdalaati Iguider 3:35,13                                                                |
| 5000 metrů         | Mohamed Farah 13:41,66                                                   | Dejen Gebremeskel 13:41,98 | Thomas Longosiwa 13:42,36                                                                |
| 10 000 metrů       | Mohamed Farah 27:30,42                                                   | Galen Rupp 27:30,90 | Tariku Bekele 27:31,43                                                                   |
| Maratonský běh     | Stephen Kiprotich 2.08:01                                                | Abel Kirui 2.08:27 | Wilson Kipsang 2.09:37                                                                   |
| 110 m překážek     | Aries Merritt 12,92 s                                                    | Jason Richardson 13,04 s | Hansle Parchment 13,12 s                                                                 |
| 400 metrů překážek | Félix Sánchez 47,63 s                                                    | Michael Tinsley 47,91 s | Javier Culson 48,10 s                                                                    |
| 3000 m překážek    | Ezekiel Kemboi 8:18,56                                                   | Mahiedine Mekhissi-Benabbad 8:19,08 | Abel Mutai 8:19,73                                                                       |
| 4 × 100 m štafeta  | Jamajka 36,84 s (WR) Nesta Carter Michael Frater Yohan Blake Usain Bolt  | USA 37,04 s (diskvalifikace) Trell Kimmons Justin Gatlin Tyson Gay Ryan Bailey Trinidad a Tobago 38,12 s Keston Bledman Marc Burns Emmanuel Callender Richard Thompson | Francie 38,16 s Jimmy Vicaut Christophe Lemaitre Pierre-Alexis Pessonneaux Ronald Pognon |
| 4 × 400 m štafeta  | Bahamy 2:56,72 Chris Brown Demetrius Pinder Michael Mathieu Ramon Miller | USA 2:57,05 Bryshon Nellum Joshua Mance Tony McQuay Angelo Taylor | Trinidad a Tobago 2:59,40 Lalonde Gordon Jarrin Solomon Ade Alleyne-Forte Deon Lendore   |
| Chůze na 20 km     | Čchen Ting 1.18:46                                                       | Erick Barrondo 1.18:57 | Wang Čen 1.19:25                                                                         |
| Chůze na 50 km     | Jared Tallent 3.36:53                                                    | S' Tchien-feng 3.37:16 | Robert Heffernan 3.37:54                                                                 |
| Skok do výšky      | Erik Kynard 2,33 m                                                       | Derek Drouin 2,29 m Robert Grabarz 2,29 m Mutaz Essa Baršim 2,29 | nebyla udělena                                                                           |
| Skok o tyči        | Renaud Lavillenie 5,97 m                                                 | Björn Otto 5,91 m | Raphael Holzdeppe 5,91 m                                                                 |
| Skok do dálky      | Greg Rutherford 8,31 m                                                   | Mitchell Watt 8,16 m | Will Claye 8,12 m                                                                        |
| Trojskok           | Christian Taylor 17,81 m                                                 | Will Claye 17,62 m | Fabrizio Donato 17,48 m                                                                  |
| Vrh koulí          | Tomasz Majewski 21,89 m                                                  | David Storl 21,86 m | Reese Hoffa 21,23 m                                                                      |
| Hod diskem         | Robert Harting 68,27 m                                                   | Ihsan Hadádí 68,18 m | Gerd Kanter 68,03 m                                                                      |
| Hod kladivem       | Krisztián Pars 80,59 m                                                   | Primož Kozmus 79,36 m | Kódži Murofuši 78,71 m                                                                   |
| Hod oštěpem        | Keshorn Walcott 84,58 m                                                  | Antti Ruuskanen 84,12 m | Vítězslav Veselý 83,34 m                                                                 |
| Desetiboj          | Ashton Eaton 8 869 bodů                                                  | Trey Hardee 8 671 bodů | Leonel Suárez 8 523 bodů                                                                 |

### Ženy

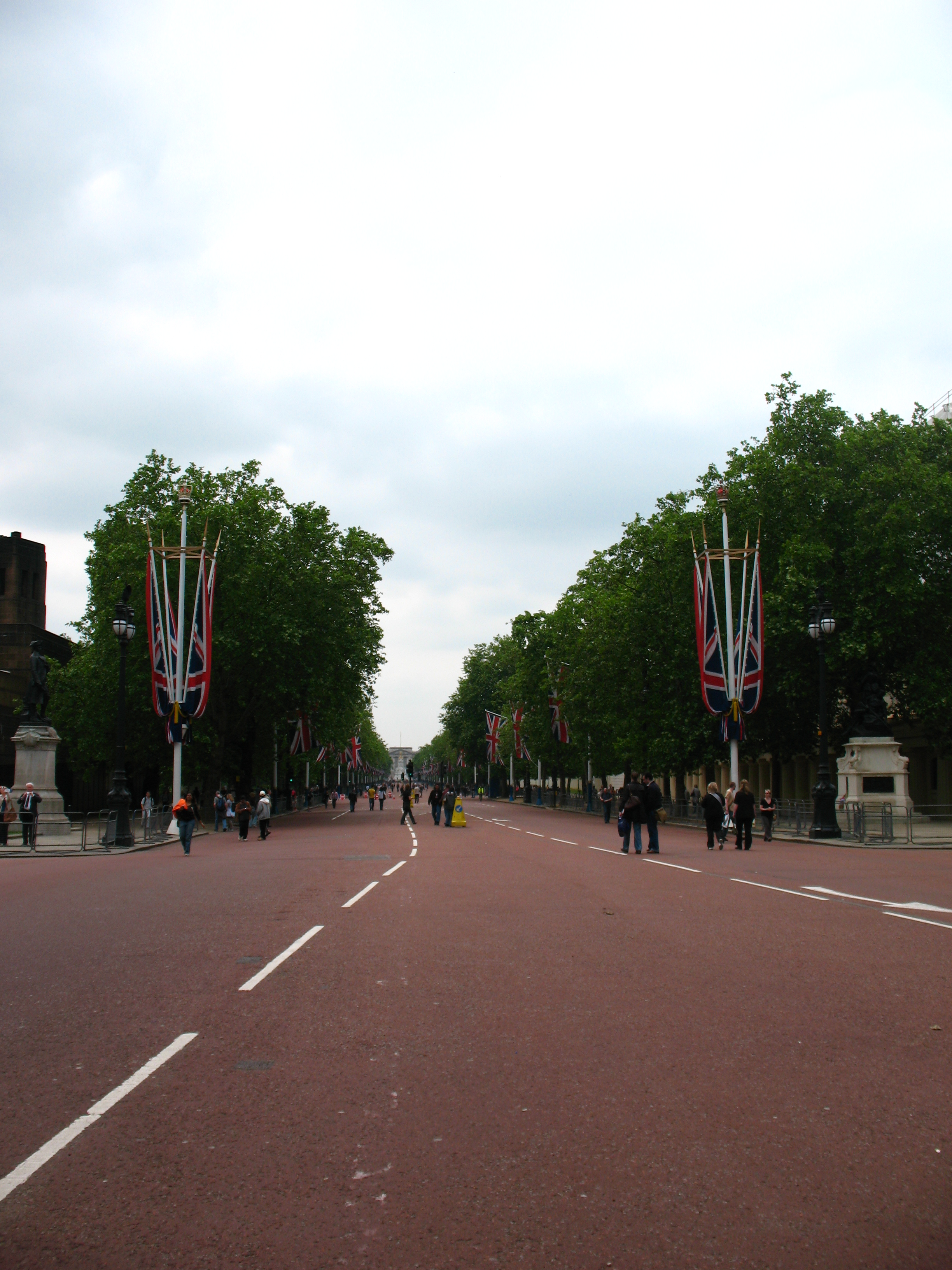
Chodecké závody a oba maratóny se konaly v centru města, v okolí známé ulice Mall

| Disciplína          | Zlato                                                                                         | Stříbro | Bronz                                                                                     |
| ------------------- | --------------------------------------------------------------------------------------------- | --- | ----------------------------------------------------------------------------------------- |
| 100 m               | Shelly-Ann Fraserová-Pryceová 10,75 s                                                         | Carmelita Jeterová 10,78 s                                                                                       | Veronica Campbellová-Brownová 10,81 s                                                     |
| 200 m               | Allyson Felixová 21,88 s                                                                      | Shelly-Ann Fraserová-Pryceová 22,09 s                                                                            | Carmelita Jeterová 22,14 s                                                                |
| 400 m               | Sanya Richardsová-Rossová 49,55 s                                                             | Christine Ohuruoguová 49,70 s                                                                                    | DeeDee Trotterová 49,72 s                                                                 |
| 800 m               | Caster Semenyaová 1:57,23                                                                     | Pamela Jelimová 1:57,59                                                                                          | Alysia Montañová 1:57,93                                                                  |
| 1500 m              | Meriem Jusuf Džamalová 4:10,74                                                                | Abeba Aregawiová 4:11,03                                                                                         | Shannon Rowburyová 4:11,26                                                                |
| 5000 m              | Meseret Defarová 15:04,25                                                                     | Vivian Cheruiyotová 15:04,73                                                                                     | Tiruneš Dibabaová 15:05,15                                                                |
| 10 000 metrů        | Tiruneš Dibabaová 30:20,75                                                                    | Sally Kipyegová 30:26,37                                                                                         | Vivian Cheruiyotová 30:30,44                                                              |
| Maratonský běh      | Tiki Gelanaová 2.23:07                                                                        | Priscah Jeptoová 2.23:12                                                                                         | Taťjana Petrovová 2.23:29                                                                 |
| 100 metrů překážek  | Sally Pearsonová 12,35 s                                                                      | Dawn Harperová 12,37 s                                                                                           | Kellie Wellsová 12,48 s                                                                   |
| 400 metrů překážek  | Lashinda Demusová 52,77 s                                                                     | Zuzana Hejnová 53,38 s                                                                                           | Kaliese Spencerová 53,66 s                                                                |
| 3000 metrů překážek | Habiba Ghribiová 9:08,37                                                                      | Sofia Assefaová 9:09,84                                                                                          | Milcah Cheywaová 9:09,88                                                                  |
| 4 × 100 m štafeta   | USA 40,82 s (WR) Tianna Madisonová Allyson Felixová Bianca Knightová Carmelita Jeterová       | Jamajka 41,41 s Shelly-Ann Fraserová-Pryceová Sherone Simpsonová Veronica Campbellová-Brownová Kerron Stewartová | Ukrajina 42,04 s Olesja Povchová Krystyna Stujová Marija Rjemjeňová Jelizaveta Bryzginová |
| 4 × 400 m štafeta   | USA 3:16,87 DeeDee Trotterová Allyson Felixová Francena McCororyová Sanya Richardsová-Rossová | Jamajka 3:20,95 Christine Dayová Rosemarie Whyteová Shericka Williamsová Novlene Williamsová                     | Ukrajina 3:23,57 Alina Lohvynenko Olha Zemlyak Anna Ryžikovová Natalija Pyhydová          |
| Chůze na 20 km      | Qieyang Shijie 1.25:16                                                                        | Liou Chung 1.26:00                                                                                               | Lü Siou-č’ 1.27:10                                                                        |
| Skok do výšky       | Anna Čičerovová 2,05 m                                                                        | Brigetta Barrettová 2,03 m                                                                                       | Světlana Školinová 2,03 m                                                                 |
| Skok o tyči         | Jennifer Suhrová 4,75 m                                                                       | Yarisley Silvaová 4,75 m                                                                                         | Jelena Isinbajevová 4,70 m                                                                |
| Skok do dálky       | Brittney Reeseová 7,12 m                                                                      | Jelena Sokolovová 7,07 m                                                                                         | Janay DeLoachová 6,89 m                                                                   |
| Trojskok            | Olga Rypakovová 14,98 m                                                                       | Caterine Ibargüenová 14,80 m                                                                                     | Olga Saladuchová 14,79 m                                                                  |
| Vrh koulí           | Valerie Adamsová 20,70 m                                                                      | Kung Li-ťiao 20,22 m                                                                                             | Li Ling 19,63 m                                                                           |
| Hod diskem          | Sandra Perkovićová 69,11 m                                                                    | Li Jen-feng 67,22 m                                                                                              | Yarelis Barriosová 66,38 m                                                                |
| Hod kladivem        | Anita Włodarczyková 77,60 m                                                                   | Betty Heidlerová 77,13 m                                                                                         | Čang Wen-siou 76,34 m                                                                     |
| Hod oštěpem         | Barbora Špotáková 69,55 m                                                                     | Christina Obergföllová 65,16 m                                                                                   | Linda Stahlová 64,91 m                                                                    |
| Sedmiboj            | Jessica Ennisová 6 955 bodů                                                                   | Lilli Schwarzkopfová 6 649 bodů                                                                                  | Austra Skujytė 6 599 bodů                                                                 |

## Medailové pořadí
| Umístění | Stát                         | Zlato | Stříbro | Bronz | Celkem |
| -------- | ---------------------------- | ----- | ------- | ----- | ------ |
| 1.       | Spojené státy americké (USA) | 11    | 10      | 8     | 29     |
| 2.       | Jamajka (JAM)                | 4     | 5       | 4     | 13     |
| 3.       | Velká Británie (GBR)         | 4     | 2       | 0     | 6      |
| 4.       | Etiopie (ETH)                | 3     | 3       | 2     | 8      |
| 5.       | Keňa (KEN)                   | 2     | 4       | 7     | 13     |
| 6.       | Čína (CHN)                   | 2     | 4       | 4     | 10     |
| 7.       | Austrálie (AUS)              | 2     | 1       | 0     | 3      |
| 8.       | Polsko (POL)                 | 2     | 0       | 0     | 2      |
| 9.       | Německo (GER)                | 1     | 5       | 2     | 8      |
| 10.      | Rusko (RUS)                  | 1     | 2       | 2     | 5      |
| 11.      | Trinidad a Tobago (TRI)      | 1     | 1       | 2     | 4      |
| 12.      | Česko (CZE)                  | 1     | 1       | 1     | 3      |
| 12.      | Francie (FRA)                | 1     | 1       | 1     | 3      |
| 14.      | Dominikánská republika (DOM) | 1     | 1       | 0     | 2      |
| 15.      | Alžírsko (ALG)               | 1     | 0       | 0     | 1      |
| 15.      | Bahamy (BAH)                 | 1     | 0       | 0     | 1      |
| 15.      | Bahrajn (BRN)                | 1     | 0       | 0     | 1      |
| 15.      | Grenada (GRN)                | 1     | 0       | 0     | 1      |
| 15.      | Chorvatsko (CRO)             | 1     | 0       | 0     | 1      |
| 15.      | Kazachstán (KAZ)             | 1     | 0       | 0     | 1      |
| 15.      | Maďarsko (HUN)               | 1     | 0       | 0     | 1      |
| 15.      | Nový Zéland (NZL)            | 1     | 0       | 0     | 1      |
| 15.      | Uganda (UGA)                 | 1     | 0       | 0     | 1      |
| 15.      | Jihoafrická republika (RSA)  | 1     | 0       | 0     | 1      |
| 15.      | Tunisko (TUN)                | 1     | 0       | 0     | 1      |
| 26.      | Kuba (CUB)                   | 0     | 1       | 2     | 3      |
| 27.      | Botswana (BOT)               | 0     | 1       | 0     | 1      |
| 27.      | Kanada (CAN)                 | 0     | 1       | 0     | 1      |
| 27.      | Finsko (FIN)                 | 0     | 1       | 0     | 1      |
| 27.      | Guatemala (GUA)              | 0     | 1       | 0     | 1      |
| 27.      | Írán (IRI)                   | 0     | 1       | 0     | 1      |
| 27.      | Jihoafrická republika (RSA)  | 1     | 0       | 0     | 1      |
| 27.      | Kolumbie (COL)               | 0     | 1       | 0     | 1      |
| 27.      | Katar (QAT)                  | 0     | 1       | 0     | 1      |
| 35.      | Ukrajina (UKR)               | 0     | 0       | 3     | 3      |
| 36.      | Estonsko (EST)               | 0     | 0       | 1     | 1      |
| 36.      | Irsko (IRL)                  | 0     | 0       | 1     | 1      |
| 36.      | Itálie (ITA)                 | 0     | 0       | 1     | 1      |
| 36.      | Japonsko (JPN)               | 0     | 0       | 1     | 1      |
| 36.      | Litva (LTU)                  | 0     | 0       | 1     | 1      |
| 36.      | Španělsko (ESP)              | 0     | 0       | 1     | 1      |
| 36.      | Maroko (MAR)                 | 0     | 0       | 1     | 1      |
| 36.      | Portoriko (PUR)              | 0     | 0       | 1     | 1      |